# Jan Piotrowski (duchowny)

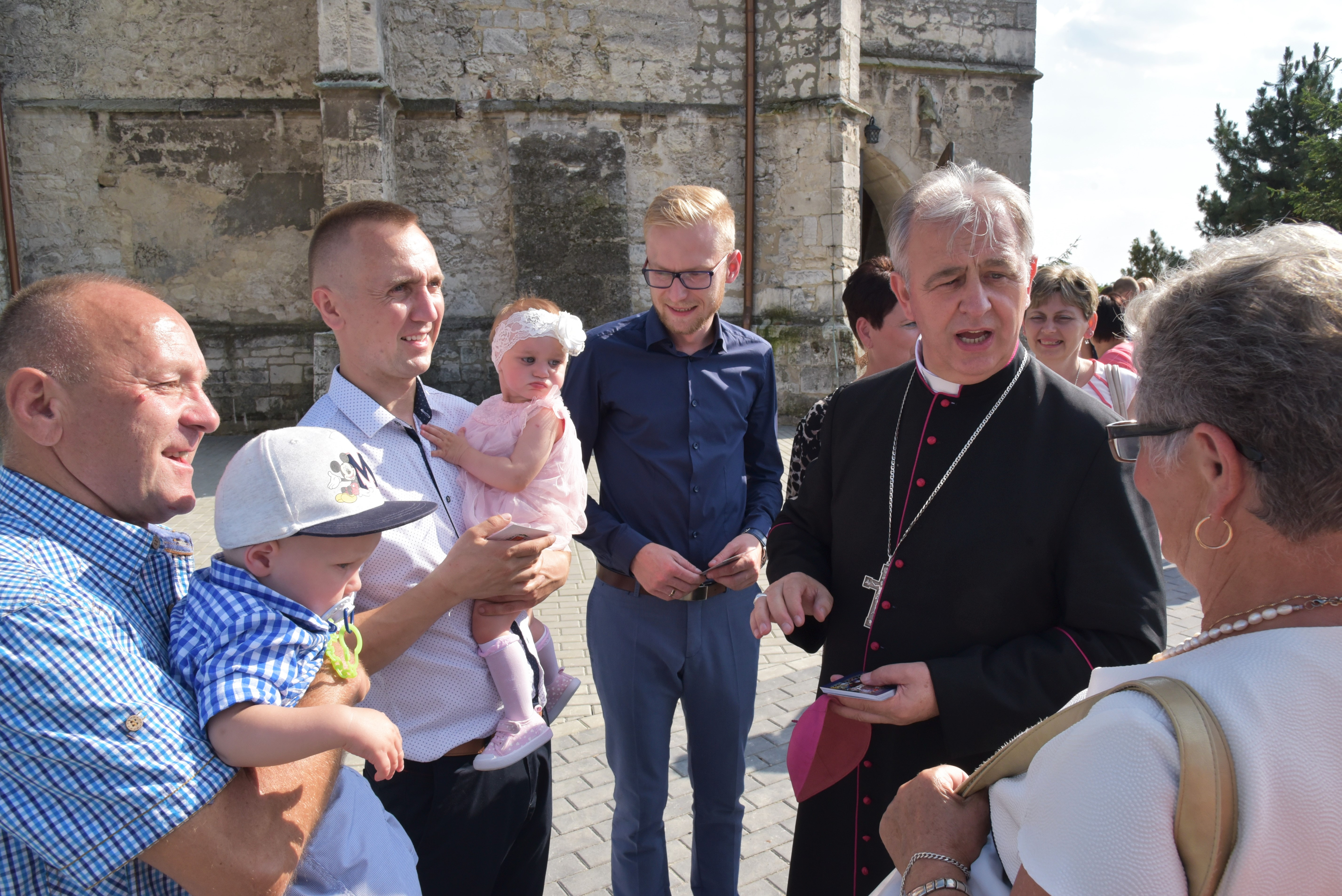
Spotkanie z parafianami w Strożyskach (2018)

Jan Piotrowski (ur. 5 stycznia 1953 w Szczurowej) – polski duchowny rzymskokatolicki, misjonarz, doktor nauk teologicznych, biskup pomocniczy tarnowski w 2014, biskup diecezjalny kielecki od 2014.

## Życiorys
Urodził się 5 stycznia 1953 w Szczurowej w rodzinie Jana i Natalii z domu Giemza. Uczył się w Liceum Ogólnokształcącym w Radłowie, gdzie złożył egzamin dojrzałości.
W 1972 rozpoczął studia w Wyższym Seminarium Duchownym w Tarnowie. Święceń prezbiteratu udzielił mu 25 maja 1980 w bazylice katedralnej Narodzenia Najświętszej Maryi Panny w Tarnowie miejscowy biskup diecezjalny Jerzy Ablewicz. Inkardynowany został do diecezji tarnowskiej. W latach 1992–1994 odbył studia w Instytucie Katolickim w Paryżu, które ukończył z licencjatem z teologii. Doktorat z nauk teologicznych w zakresie misjologii uzyskał w 1997 na Wydziale Teologicznym Akademii Teologii Katolickiej w Warszawie na podstawie dysertacji Zakładanie i dojrzewanie Kościoła w kongijskiej krainie Grand Niari. (Druga ewangelizacja 1883–1991).
W latach 1980–1982 pracował jako wikariusz w parafii Wniebowzięcia Najświętszej Maryi Panny w Przecławiu, następnie w latach 1982–1984 w parafii Ducha Świętego w Mielcu. Od 1984 do 1985 przygotowywał się do pracy misyjnej w Centrum Formacji Misyjnej w Warszawie. Następnie przez pięć miesięcy doskonalił znajomość języka francuskiego w szkole Alliance Française w Paryżu. Od 1985 do 1991 prowadził działalność misyjną w Ludowej Republice Konga. Tworzył struktury nowej parafii Ducha Świętego w Kimongo, której w latach 1984–1985 był proboszczem. Pracował również w parafii Nawrócenia św. Pawła w Loubomo, w latach 1985–1986 jako wikariusz, a w latach 1986–1990 jako proboszcz. W latach 1991–1992 i 1994–1997 był sekretarzem krajowym Papieskiego Dzieła św. Piotra Apostoła, a od 1995 również sekretarzem krajowym Papieskiego Dzieła Rozkrzewiania Wiary. W latach 1997–1998 i 1999–2000 pracował jako duszpasterz w parafii Santa Maria de Huachipa na przedmieściach Limy w Peru.
Ze względów zdrowotnych tymczasowo powrócił do kraju, gdzie został mianowany dyrektorem administracyjnym i wykładowcą w Katolickim Ośrodku Studiów Społecznych w Lipnicy Murowanej, a także administratorem parafii św. Andrzeja w Lipnicy Murowanej. W latach 2000–2010 pełnił funkcję dyrektora krajowego Papieskich Dzieł Misyjnych w Polsce, będąc jednocześnie redaktorem naczelnym czasopism „Misje Dzisiaj”, „Świat Misyjny”, „Światło Narodów”, wydawanych przez Papieskie Dzieła Misyjne. W latach 2003–2009 był członkiem Kongregacji ds. Ewangelizacji Narodów. Ponadto piastował stanowiska konsultora Komisji Episkopatu Polski ds. Misji (2001–2011 i od 2012) oraz sekretarza Krajowej Rady Misyjnej (2005–2010). W 2009 został ustanowiony proboszczem parafii św. Małgorzaty w Nowym Sączu. Objął funkcję dziekana dekanatu Nowy Sącz-Centrum, a ponadto wszedł w skład rady duszpasterskiej i rady kapłańskiej. W 2004 papież Jan Paweł II obdarzył go godnością kapelana Jego Świątobliwości. Został ponadto mianowany prepozytem Kapituły Kolegiackiej w Nowym Sączu.
W latach 2006–2010 prowadził wykłady zlecone z historii misji i papieskich dzieł misyjnych na Uniwersytecie Kardynała Stefana Wyszyńskiego w Warszawie. Prowadził również wykłady formacyjne w diecezjalnym Domu Formacji Misyjnej im. ks. Jana Czuby w Czchowie. Został członkiem Międzynarodowego Stowarzyszenia Misjologów Katolickich i Stowarzyszenia Misjologów Polskich.
14 grudnia 2013 papież Franciszek mianował go biskupem pomocniczym diecezji tarnowskiej ze stolicą tytularną Siniti. Święcenia biskupie otrzymał wraz ze Stanisławem Salaterskim 25 stycznia 2014 w bazylice katedralnej Narodzenia Najświętszej Maryi Panny w Tarnowie. Głównym konsekratorem był Andrzej Jeż, biskup diecezjalny tarnowski, zaś współkonsekratorami arcybiskup Celestino Migliore, nuncjusz apostolski w Polsce, i Władysław Bobowski, emerytowany biskup pomocniczy tarnowski. Jako dewizę biskupią przyjął słowa „In Caritate Evangelium prædicare” (W miłości głosić Ewangelię). W diecezji objął urząd wikariusza generalnego. W zakresie jego zadań znalazły się m.in. sprawy dotyczące misji, katechetyki, formacji stałej kapłanów i Caritas Sacerdotalis.
11 października 2014 decyzją papieża Franciszka został przeniesiony na urząd biskupa diecezjalnego diecezji kieleckiej jako następca biskupa Kazimierza Ryczana. Diecezję objął kanonicznie 28 listopada 2014. Ingres do katedry kieleckiej odbył 29 listopada 2014.
W ramach prac Konferencji Episkopatu Polski w 2017 został przewodniczącym Zespołu ds. Kontaktów z Konferencją Episkopatu Francji, a w 2019 Rady Ekonomicznej, ponadto wszedł w skład Komisji ds. Misji.
W 2017 konsekrował biskupa pomocniczego kieleckiego Andrzeja Kaletę. Był współkonsekratorem podczas sakry nuncjusza apostolskiego w Ghanie Henryka Jagodzińskiego (2020).